# Pujolismo

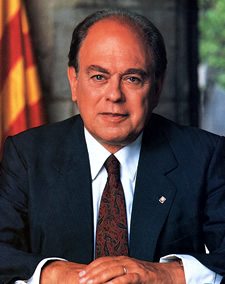
Retrato oficial de Jordi Pujol.

El pujolismo es un movimiento político surgido en torno a la figura de Jordi Pujol, destacado político del nacionalismo catalán que fue presidente de la Generalidad de Cataluña entre 1980 y 2003. Ha sido descrito como un movimiento de corte nacionalista, identitario, populista, pragmático, marcadamente personalista y de retórica victimista. Diversos autores han atribuido al pujolismo el origen de la dicotomía entre los «buenos catalanes» (los catalanistas) y «malos catalanes» (los españolistas).

## Características
El sociólogo Vicenç Navarro ha venido a definir al pujolismo como un:

proyecto político de sectores de la burguesía, pequeña burguesía y clase media de renta alta, así como de componentes importantes de la Iglesia en Cataluña, que intenta movilizar a amplios sectores de la sociedad catalana, incluyendo sus clases populares, con el objetivo de alcanzar una cohesión multiclasista alrededor del concepto de nación catalana, que definen como incluyente.

Para Vicenç Navarro, el pujolismo habría capitalizado el uso de la memoria histórica desde un punto de vista sesgado como motor de movilización para sus objetivos políticos; en esa línea de actuación, por ejemplo, se ha ofrecido una visión manipulada de la guerra civil española y la ha presentado como un mero conflicto entre España y Cataluña, ignorando así el apoyo a la sublevación procedente de la Iglesia y élites catalanas. Por su parte, el jurista Francesc de Carreras sostiene que el pujolismo ha buscado construir una nueva sociedad catalana, para lo cual habría reducido toda cultura catalana a una «cultura nacionalista» a través de los centros de enseñanza y los medios de comunicación públicos —TV3 y Catalunya Radio—. Dentro de esta dinámica de construcción «nacional», el idioma español sería postergado a la categoría de una lengua «impuesta» desde fuera (y por tanto, ajena a Cataluña), al mismo que el idioma catalán quedaría situado como la única lengua propia de Cataluña.
Considerado por algunos autores como un movimiento de carácter personalista, para Jordi Amat se habría llegado a producir «una identificación entre líder, nación y proyecto [político]», algo que habría tenido su momento culminante durante el caso Banca Catalana, y que se habría mantenido durante los siguientes veinte años. El partido Convergencia Democrática de Cataluña (CDC) ha sido considerado como la articulación política del pujolismo.
Si bien algunos autores circunscriben la existencia del Pujolismo al periodo en que Jordi Pujol fue presidente de la Generalidad de Cataluña (es decir, entre 1980 y 2003), para otros no se limita solo a ese periodo, sino que trascendería su figura. En ese sentido, para Francesc de Carreras el pujolismo habría continuado vigente tras la retirada política de Jordi Pujol, durante los gobiernos sucesivos de Pasqual Maragall, José Montilla y Artur Mas.
Tradicionalmente el movimiento ha contado con críticos procedentes de diversos sectores. Ya en la década de 1980 el histórico dirigente catalanista Josep Tarradellas se mostró muy crítico con el pujolismo, llegando a calificarlo de «dictadura blanca». Otros han criticado duramente su intromisión en los medios de comunicación de Cataluña, así como el uso del sectarismo y la corrupción, como métodos mediante los cuales evitar voces críticas al pujolismo. Respecto al sectarismo, Francesc de Carreras señala la dicotomía establecida por el pujolismo, bajo la cual los catalanes se dividen en dos categorías: «catalanistas» y «españolistas».

## En la cultura
- Amat, Jordi (2020). El hijo del chófer. Tusquets Editores. ISBN 978-84-9066-871-9.

- Datos: Q39080988